# Toyota Auto Body Queenseis 2013-2014
Questa voce raccoglie le informazioni riguardanti le Toyota Auto Body Queenseis nella stagione 2013-2014.

## Stagione
La stagione 2013-2014 è l'ottava in V.Premier League per le Toyota Auto Body Queenseis. La rosa della squadra resta quasi invariata, con tre soli movimenti in entrata e due in uscita.
In campionato le Toyota Auto Body Queenseis iniziano la regular season piuttosto male, centrando al primo round due sole vittorie su sette incontri, ma già al secondo turno cambiano marcia, collezionando cinque successi; così negli ultimi due turni arrivano altre otto vittorie, quattro per round. Con un totale di quindici vittorie e tredici sconfitte il club accede ai play-off, rimediando un sonoro 3-0 dalle Hisamitsu Springs alla prima giornata, per poi vincere i due successivi incontri contro le Okayama Seagulls e le Toray Arrows; tuttavia, nonostante le due vittorie, non riesce a qualificarsi per la finale a causa delle differenza set, giocando così la finale per il terzo posto, sconfitte dalle Toray Arrows.
In Coppa dell'Imperatrice le Toyota Auto Body Queenseis entrano in scena al secondo turno, col netto successo per 3-0 contro il Sendai Belle Fille, ma è con lo stesso risultato che escono di scena ai quarti contro le NEC Red Rockets. Al Torneo Kurowashiki arrivano tre vittorie facili al girone, che permetto alla squadra di accedere alla fase ad eliminazione diretta senza problemi: ai quarti di finale ed in semifinale arrivano due vittorie per 3-0, rispettivamente contro le NEC Red Rockets e le Denso Airybees, mentre in finale, grazie al successo per 3-1 sulle Toray Arrows, le Toyota Auto Body Queenseis vincono per la prima volta nella loro storia la competizione.
Tra le giocatrici Ayako Sana e Yoshiko Yano ricevono al termine del campionato un premio d'onore per aver raggiunto le 230 presenze in V.Premier League. al Torneo Kurowashiki Kanani Danielson viene premiata come MVP del torneo, oltre ad essere inserita nel sestetto ideale della competizione, insieme a Miyuki Hiramatsu e Natsumi Fujita; Yukiji Kajiwara riceve invece il premio di miglior libero.

## Organigramma societario
Area direttiva
- Presidente: Yuichi Murakami

Area tecnica
- Allenatore: Masayuki Izumikawa
- Assistente allenatore: Mikio Fujimoto, Masahiro Okumura, Wataru Kawakita

## Rosa
| N° | Nome             | Ruolo | Data di nascita   | Nazionalità sportiva |
| -- | ---------------- | ----- | ----------------- | -------------------- |
| 1  | Saki Takeda      | S     | 19 agosto 1988    | Giappone             |
| 2  | Yoshiko Yano     | C     | 1º agosto 1985    | Giappone             |
| 3  | Yoko Yamamoto    | C     | 5 aprile 1989     | Giappone             |
| 4  | Natsumi Fujita   | P     | 5 agosto 1991     | Giappone             |
| 5  | Miyuki Hiramatsu | C     | 22 novembre 1991  | Giappone             |
| 6  | Tomomi Eto       | C     | 10 settembre 1991 | Giappone             |
| 7  | Yu Higuma        | P     | 5 aprile 1989     | Giappone             |
| 8  | Rika Kawashima   | S     | 24 dicembre 1991  | Giappone             |
| 9  | Kasumi Takamoto  | S     | 11 giugno 1993    | Giappone             |
| 10 | Emi Hoshino      | S     | 27 febbraio 1993  | Giappone             |
| 11 | Yukiji Kajiwara  | L     | 19 luglio 1990    | Giappone             |
| 12 | Mari Yamada      | S/O   | 10 aprile 1990    | Giappone             |
| 13 | Sakie Takahashi  | L     | 18 aprile 1993    | Giappone             |
| 14 | Aki Fujiwara     | S     | 14 ottobre 1989   | Giappone             |
| 15 | Seiko Kawamura   | P     | 23 maggio 1984    | Giappone             |
| 16 | Yuki Yamada      | S/O   | 24 maggio 1994    | Giappone             |
| 17 | Aya Takeuchi     | S/O   | 11 febbraio 1992  | Giappone             |
| 18 | Ayako Sana       | S     | 18 maggio 1985    | Giappone             |
| 20 | Ikumi Nishibori  | P     | 20 agosto 1981    | Giappone             |
| 23 | Kanani Danielson | S     | 2 febbraio 1990   | Stati Uniti          |

## Mercato
| Acquisti | Acquisti        | Acquisti          | Acquisti   |
| R.       | Nome            | da                | Modalità   |
| -------- | --------------- | ----------------- | ---------- |
| S/O      | Yuki Yamada     | ?                 | definitivo |
| S        | Rika Kawashima  | Chukyo University | definitivo |
| P        | Ikumi Nishibori | Inattiva          | definitivo |

| Cessioni | Cessioni     | Cessioni | Cessioni |
| R.       | Nome         | a        | Modalità |
| -------- | ------------ | -------- | -------- |
| S        | Rumi Akasaka | ?        | ?        |
| C        | Kaori Tahara | -        | ritirata |

## Risultati

### V.Premier League

#### Regular season

##### 1º turno
| 1ª giornata - 30 novembre 2013 ?, ? | Toyota Queenseis  | 1 - 3 | JT Marvelous      | 25-22, 21-25, 23-25, 13-25        |
| 2ª giornata - 1º dicembre 2013 ?, ? | Hisamitsu Springs | 2 - 3 | Toyota Queenseis  | 20-25, 25-16, 24-26, 25-18, 21-23 |
| 3ª giornata - 7 dicembre 2013 ?, ?  | Toyota Queenseis  | 3 - 0 | Hitachi Rivale    | 27-25, 25-20, 25-23               |
| 4ª giornata - 8 dicembre 2013 ?, ?  | Toyota Queenseis  | 1 - 3 | Pioneer Red Wings | 22-25, 23-25, 25-19, 27-29        |
| 5ª giornata - 21 novembre 2013 ?, ? | Toray Arrows      | 3 - 1 | Toyota Queenseis  | 25-21, 22-25, 25-22, 25-20        |
| 6ª giornata - 22 dicembre 2013 ?, ? | NEC Red Rockets   | 3 - 0 | Toyota Queenseis  | 25-18, 25-23, 25-21               |
| 7ª giornata - 11 gennaio 2014 ?, ?  | Okayama Seagulls  | 3 - 0 | Toyota Queenseis  | 25-21, 25-14, 25-16               |

##### 2º turno
| 8ª giornata - 12 gennaio 2014 ?, ?   | Toray Arrows     | 2 - 3 | Toyota Queenseis  | 25-19, 15-25, 11-25, 25-14, 7-15 |
| 9ª giornata - 18 gennaio 2014 ?, ?   | Toyota Queenseis | 3 - 1 | JT Marvelous      | 25-18, 27-25, 22-25, 25-18       |
| 10ª giornata - 19 gennaio 2014 ?, ?  | NEC Red Rockets  | 0 - 3 | Toyota Queenseis  | 18-25, 20-25, 21-25              |
| 11ª giornata - 25 gennaio 2014 ?, ?  | Toyota Queenseis | 3 - 1 | Hitachi Rivale    | 25-20, 25-23, 21-25, 25-21       |
| 12ª giornata - 26 gennaio 2014 ?, ?  | Toyota Queenseis | 1 - 3 | Hisamitsu Springs | 15-25, 25-18, 14-25, 22-25       |
| 13ª giornata - 1º febbraio 2014 ?, ? | Toyota Queenseis | 3 - 0 | Pioneer Red Wings | 25-23, 25-14, 25-22              |
| 14ª giornata - 2 febbraio 2014 ?, ?  | Okayama Seagulls | 3 - 0 | Toyota Queenseis  | 25-16, 26-24, 25-20              |

##### 3º turno
| 15ª giornata - 8 febbraio 2014 ?, ?  | Toray Arrows      | 1 - 3 | Toyota Queenseis  | 25-23, 22-25, 22-25, 17-25 |
| 16ª giornata - 9 febbraio 2014 ?, ?  | JT Marvelous      | 1 - 3 | Toyota Queenseis  | 16-25, 24-26, 25-21, 19-25 |
| 17ª giornata - 15 febbraio 2014 ?, ? | Toyota Queenseis  | 1 - 3 | NEC Red Rockets   | 25-16, 31-33, 23-25, 22-25 |
| 18ª giornata - 16 febbraio 2014 ?, ? | Toyota Queenseis  | 3 - 0 | Pioneer Red Wings | 25-21, 25-23, 28-26        |
| 19ª giornata - 22 febbraio 2014 ?, ? | Okayama Seagulls  | 3 - 1 | Toyota Queenseis  | 25-19, 21-25, 27-25, 25-15 |
| 20ª giornata - 23 febbraio 2014 ?, ? | Toyota Queenseis  | 3 - 1 | Hitachi Rivale    | 25-17, 25-19, 20-25, 25-21 |
| 21ª giornata - 1º marzo 2014 ?, ?    | Hisamitsu Springs | 3 - 0 | Toyota Queenseis  | 25-19, 25-19, 25-15        |

##### 4º turno
| 22ª giornata - 2 marzo 2014 ?, ?  | Toyota Queenseis  | 3 - 2 | Hitachi Rivale    | 28-26, 16-25, 25-19, 25-27, 15-13 |
| 23ª giornata - 8 marzo 2014 ?, ?  | Okayama Seagulls  | 3 - 1 | Toyota Queenseis  | 25-23, 20-25, 25-22, 25-20        |
| 24ª giornata - 9 marzo 2014 ?, ?  | NEC Red Rockets   | 3 - 0 | Toyota Queenseis  | 25-21, 25-20, 25-20               |
| 25ª giornata - 15 marzo 2014 ?, ? | Toray Arrows      | 1 - 3 | Toyota Queenseis  | 25-19, 20-25, 26-28, 12-25        |
| 26ª giornata - 16 marzo 2014 ?, ? | Toyota Queenseis  | 3 - 0 | JT Marvelous      | 25-23, 25-22, 25-21               |
| 27ª giornata - 21 marzo 2014 ?, ? | Hisamitsu Springs | 3 - 0 | Toyota Queenseis  | 25-20, 25-15, 25-12               |
| 28ª giornata - 22 marzo 2014 ?, ? | Toyota Queenseis  | 3 - 2 | Pioneer Red Wings | 25-20, 25-27, 25-16, 19-25, 15-9  |

##### Round-robin
| 1ª giornata - 28 marzo 2014 ?, ? | Hisamitsu Springs | 3 - 0 | Toyota Queenseis | 25-12, 25-19, 25-17        |
| 2ª giornata - 29 marzo 2014 ?, ? | Okayama Seagulls  | 1 - 3 | Toyota Queenseis | 21-25, 25-15, 20-25, 24-26 |
| 3ª giornata - 30 marzo 2014 ?, ? | Toray Arrows      | 0 - 3 | Toyota Queenseis | 23-25, 26-28, 24-26        |

##### Finale 3º/4º posto
| Gara unica - 12 aprile 2014 ?, ? | Toyota Queenseis | 0 - 3 | Toray Arrows | 22-25, 19-25, 19-25 |

### Coppa dell'Imperatrice

#### Fase ad eliminazione diretta
| Secondo turno - 12 dicembre 2013 Tokyo Metropolitan Gymnasium, Tokyo    | Toyota Queenseis | 3 - 0 | Sendai Belle Fille | 25-23, 25-23, 25-16 |
| Quarti di finale - 13 dicembre 2013 Tokyo Metropolitan Gymnasium, Tokyo | Toyota Queenseis | 0 - 3 | NEC Red Rockets    | 20-25, 16-25, 11-25 |

### Torneo Kurowashiki

#### Fase ad gironi
| Gara ? - ? maggio 2014 ?, ? | Toyota Queenseis | 3 - 1 | JT Marvelous |  |
| Gara ? - ? maggio 2014 ?, ? | Toyota Queenseis | 3 - 0 | Ageo Medics  |  |
| Gara ? - ? maggio 2014 ?, ? | Toyota Queenseis | 3 - 0 | Tokyo joshi  |  |

#### Fase ad eliminazione diretta
| Quarti di finale - 4 maggio 2014 Osaka Prefectural Gymnasium, Osaka | Toyota Queenseis | 3 - 0 | NEC Red Rockets  | 25-19, 25-23, 25-19        |
| Semifinale - 5 maggio 2014 Osaka Prefectural Gymnasium, Osaka       | Denso Airybees   | 0 - 3 | Toyota Queenseis | 29-31, 17-25, 17-25        |
| Finale - 6 maggio 2014 Osaka Prefectural Gymnasium, Osaka           | Toray Arrows     | 1 - 3 | Toyota Queenseis | 20-25, 19-25, 25-23, 21-25 |

## Statistiche

### Statistiche di squadra
| Competizione           | Punti | In casa | In casa | In casa | In trasferta | In trasferta | In trasferta | Campo neutro | Campo neutro | Campo neutro | Totale | Totale | Totale |
| Competizione           | Punti | G       | V       | P       | G            | V            | P            | G            | V            | P            | G      | V      | P      |
| ---------------------- | ----- | ------- | ------- | ------- | ------------ | ------------ | ------------ | ------------ | ------------ | ------------ | ------ | ------ | ------ |
| V.Premier League       | 30    | ?       | ?       | ?       | ?            | ?            | ?            | ?            | ?            | ?            | 32     | 17     | 15     |
| Coppa dell'Imperatrice | -     | -       | -       | -       | -            | -            | -            | 2            | 1            | 1            | 2      | 1      | 1      |
| Torneo Kurowashiki     | -     | -       | -       | -       | -            | -            | -            | 6            | 6            | 0            | 6      | 6      | 0      |
| Totale                 | -     | ?       | ?       | ?       | ?            | ?            | ?            | 8            | 7            | 1            | 40     | 24     | 16     |

G = partite giocate; V = partite vinte; P = partite perse

### Statistiche dei giocatori
| K. Danielson | 32 | 563 | 520 | 35 | 8  | Statistiche assenti | Statistiche assenti | Statistiche assenti |
| T. Eto       | 32 | 49  | 40  | 5  | 4  | Statistiche assenti | Statistiche assenti | Statistiche assenti |
| N. Fujita    | 32 | 35  | 10  | 11 | 14 | Statistiche assenti | Statistiche assenti | Statistiche assenti |
| A. Fujiwara  | 32 | 134 | 128 | 4  | 2  | Statistiche assenti | Statistiche assenti | Statistiche assenti |
| Y. Higuma    | 12 | 0   | 0   | 0  | 0  | Statistiche assenti | Statistiche assenti | Statistiche assenti |
| M. Hiramatsu | 32 | 358 | 238 | 61 | 14 | Statistiche assenti | Statistiche assenti | Statistiche assenti |
| E. Hoshino   | 3  | 0   | 0   | 0  | 0  | Statistiche assenti | Statistiche assenti | Statistiche assenti |
| Y. Kajiwara  | 31 | 1   | 0   | 0  | 1  | Statistiche assenti | Statistiche assenti | Statistiche assenti |
| S. Kawamura  | 20 | 0   | 0   | 0  | 0  | Statistiche assenti | Statistiche assenti | Statistiche assenti |
| R. Kawashima | 29 | 39  | 30  | 9  | 0  | Statistiche assenti | Statistiche assenti | Statistiche assenti |
| I. Nishibori | ?  | ?   | ?   | ?  | ?  | Statistiche assenti | Statistiche assenti | Statistiche assenti |
| A. Sana      | 30 | 13  | 10  | 3  | 0  | Statistiche assenti | Statistiche assenti | Statistiche assenti |
| S. Takahashi | 30 | 0   | 0   | 0  | 0  | Statistiche assenti | Statistiche assenti | Statistiche assenti |
| K. Takamoto  | 6  | 2   | 2   | 0  | 0  | Statistiche assenti | Statistiche assenti | Statistiche assenti |
| S. Takeda    | 31 | 338 | 290 | 27 | 21 | Statistiche assenti | Statistiche assenti | Statistiche assenti |
| A. Takeuchi  | 9  | 51  | 47  | 4  | 0  | Statistiche assenti | Statistiche assenti | Statistiche assenti |
| M. Yamada    | 31 | 225 | 179 | 24 | 22 | Statistiche assenti | Statistiche assenti | Statistiche assenti |
| Y. Yamada    | 28 | 12  | 1   | 0  | 11 | Statistiche assenti | Statistiche assenti | Statistiche assenti |
| Y. Yamamoto  | 2  | 0   | 0   | 0  | 0  | Statistiche assenti | Statistiche assenti | Statistiche assenti |
| Y. Yano      | 28 | 225 | 181 | 34 | 10 | Statistiche assenti | Statistiche assenti | Statistiche assenti |

P = presenze; PT = punti totali; AV = attacchi vincenti; MV = muri vincenti; BV = battute vincenti